# Nicolai Dalhoff
Nicolai Christian Dalhoff, född 1843, död 1927, var en dansk präst. Han var far till Johannes Dalhoff och svärfar till Alf Guldberg.
Dalhoff var 1880-1913 föreståndare för Diakonissestiftelsen i Köpenhamn, och verksam för diakonin, nykterhetsrörelsen och kyrkligt socialt arbete, inom vilka ämnen han utgivit flera skrifter, bland annat Diakonissestiftelsens festskrifter 1888 och 1913.

## Utmärkelser
- Riddare av Dannebrogorden,  1890[2]
- Dannebrogsmännens hederstecken,  1905[2]
- Förtjänstmedaljen i guld,  1913[2]

[Redigera Wikidata]